# بريت يونغ
بريت يونغ (بالإنجليزية: Bret Young)‏ هو راكب الكنو أمريكي، ولد في 29 فبراير 1960.

## وصلات خارجية
- بريت يونغ على موقع أوليمبيديا (الإنجليزية)